# Emil i detektywi
Emil i detektywi (tytuł oryginalny Emil und die Detektive) – powieść niemieckiego pisarza Ericha Kästnera. Po raz pierwszy wydano ją w 1928 roku w Niemczech, a w Polsce wydano ją pierwszy raz w 1933 roku. Ośmiokrotnie sfilmowana.
Akcja książki rozgrywa się w bliżej nieokreślonym czasie w Niemczech. Uczeń Emil Tischbein (w dosłownym tłumaczeniu – noga stołowa) mieszka wraz z matką w prowincjonalnym miasteczku Neustadt. W czasie ferii szkolnych jedzie pociągiem do Berlina do babci, wioząc jej przy okazji 140 marek. Niestety, zasypia w przedziale i zostaje okradziony przez „pana w meloniku”. Emil boi się zwrócić o pomoc do policji, gdyż uważa, błędnie zresztą, że jest poszukiwany za pewne drobne przewinienie. Wysiada w Berlinie i sam rozpoczyna śledzenie podejrzanego osobnika. Przypadkiem spotyka grupę berlińskich chłopców, z pomocą których, po wielu perypetiach i przygodach, udaje się złapać złodzieja. Przestępca okazuje się być poszukiwanym złodziejem bankowym, za schwytanie którego wyznaczono wysoką nagrodę. Emil otrzymuje tę nagrodę i przy okazji – za sprawą artykułu w gazecie – staje się sławny.
W książce zawartych jest wiele ponadczasowych myśli na temat rodziny, przyjaźni, odpowiedzialności, różnic w życiu na prowincji i w stolicy. Jest też kilka zgrabnych powiedzeń (np. „Nie kłóćcie się, wydrapcie sobie lepiej oczy” albo „Pan chyba właśnie zastawił swój mózg”). Puentę książki stanowi złota myśl babci Emila: „Pieniądze należy przesyłać pocztą".
Pierwotne polskie tłumaczenia zostały dostosowane do polskich realiów: bohater nazywał się Emil Nodzyński, jechał z Nowego Miasta do Krakowa i wiózł 140 złotych, babcia zaś mieszkała przy ulicy Topolowej 15.
Przygody Emila Erich Kästner kontynuował w tomie Emil und die drei Zwillinge. Wydano go przed wojną w Polsce pod tytułem Emil nad morzem (również w wersji spolszczonej) i już nigdy później nie został wznowiony.